# Simon Cadell
Simon John Cadell (* 19. Juli 1950 in Marylebone, London; † 6. März 1996 in Westminster, London) war ein britischer Schauspieler in Film, Fernsehen und dem Theater. Er spielte in den Kinoproduktionen Watership Down, Meteor oder Tod im kalten Morgenlicht.

## Leben und Karriere
Simon Cadell, geboren 1950 im Londoner Stadtteil Marylebone, als älterer Bruder der Schauspielerin Selina Cadell, folgte früh der Familientradition der Schauspielerei. Sein Vater John Cadell, ein Theateragent, war der Sohn der Londoner West End Schauspielerin Jean Cadell. Cadells Mutter Gillian arbeitete als Rektorin an der Guildhall School of Music and Drama. Nach seinem Besuch der Bedales School in Petersfield in der Grafschaft Hampshire hatte er seinen ersten Bühnenauftritt im Jahr 1967 mit dem National Youth Theatre in einer Peter Tearson-Theaterproduktion. Anschließend schloss er sich der Bristol Old Vic Theatre School an und begann seine Laufbahn als Schauspieler Ende der 1960er Jahre mit Rollen am Theater und in britischen TV-Serien. Sein Debüt als Fernsehschauspieler gab er 1969 in der Serie Hadleigh.
Cadell spielte neben seiner Karriere am Theater in rund 30 Kino- und Fernsehproduktionen mit, dort hatte er Auftritte in Spielfilmen, Serien, Fernsehfilmen und Fernsehminiserien. Man sah ihn unter anderem in Hadleigh (1969), Play for Today (1975–1980), Jim Bergerac ermittelt (1981), Die unglaublichen Geschichten von Roald Dahl (1981–1984), Life Without George (1987–1989), Screen One (1990) oder Singles (1991). Komplexere TV-Rollen spielte Cadell unter anderem von 1980 bis 1984 in der Reihe Hi-de-Hi! in 33 Episoden, wo er den Charakter des Jeffrey Fairbrother verkörperte.
Seine Auftritte in Kinofilmen fokussierten sich auf wenige Produktionen. Er übernahm die Sprechrolle in dem populären britischen Zeichentrickfilm Watership Down, des Weiteren einem kleinen Part als BBC News Reporter in dem Katastrophenfilm Meteor. Seinen markantesten Kinoauftritt hatte er in der Rolle des psychopathischen Arztes in der Friedrich-Dürrenmatt-Literaturverfilmung Tod im kalten Morgenlicht des niederländischen Regisseurs Rudolf van den Berg kurz vor seinem Tod.
Simon Cadell verstarb am 6. März 1996 im Alter von 45 Jahren an einer Krebserkrankung.
Er war von 1985 bis zu seinem Tod mit der britischen Schauspielerin Rebecca Croft verheiratet, mit ihr hatte er zwei Söhne. Cadell war der Stiefsohn des Comedy-Autors und Regisseurs David Croft, der Stiefbruder von Penny Croft und Michael Thomas, ferner der Cousin von Patrick Caddell und Guy Siner.

## Auszeichnungen
- 1993: Laurence Olivier Award für die beste Comedy-Performance für Reisen mit meiner Tante

## Filmografie (Auswahl)

### Kino
- 1978: Watership Down
- 1979: Meteor
- 1996: Tod im kalten Morgenlicht (The Cold Light of Day)

### Fernsehen
- 1969: Hadleigh (Fernsehserie, 1 Episode)
- 1971: Hine (Fernsehserie, 1 Episode)
- 1972: Love Story (Fernsehserie, 1 Episode)
- 1975–1980: Play for Today (Fernsehserie, 4 Episoden)
- 1976: The Glittering Prizes (Fernsehminiserie)
- 1978: Wings (Fernsehserie, 1 Episode)
- 1978: BBC2 Play of the Week (Fernsehserie, 1 Episode)
- 1978: 1990 (Fernsehserie, 1 Episode)
- 1978: Edward & Mrs. Simpson (Fernsehminiserie)
- 1978–1980: Enemy at the Door (Fernsehserie, 21 Episoden)
- 1980: Square Mile of Murder (Fernsehserie, 1 Episode)
- 1980: Premiere (Fernsehserie, 1 Episode)
- 1980–1984: Hi-de-Hi! (Fernsehserie, 33 Episoden)
- 1980–1989: Minder (Fernsehserie, 2 Episoden)
- 1981: When the Boat Comes In (Fernsehserie, 1 Episode)
- 1981: Jim Bergerac ermittelt (Bergerac, Fernsehserie, 1 Episode)
- 1981–1984: Die unglaublichen Geschichten von Roald Dahl (Tales of the Unexpected, Fernsehserie, 2 Episoden)
- 1982: Saturday Night Thriller (Fernsehserie, 1 Episode)
- 1985: Blott on the Landscape (Fernsehminiserie)
- 1987–1989: Life Without George (Fernsehserie, 12 Episoden)
- 1989: The Dog It Was That Died (Fernsehfilm)
- 1989: Anything More Would Be Greedy (Fernsehminiserie)
- 1990: Es führt kein Weg zurück (Pride and Extreme Prejudice, Fernsehfilm)
- 1990: Screen One (Fernsehserie, 1 Episode)
- 1991: About Face (Fernsehserie, 1 Episode)
- 1991: Singles (Fernsehserie, 7 Episoden)
- 1996: Circles of Deceit: Kalon (Fernsehfilm)